# Деннисон, Джулиан
Джулиан Деннисон (англ. Julian Dennison; род. 26 октября 2002, Наэна, Веллингтон) — новозеландский актёр. Снялся в фильме 2013 года «Шопинг», за который получил премию Английского кино и телевидения за лучшую мужскую роль второго плана. Известен по ролям Рики Бейкера в самом кассовом новозеландском фильме в истории «Охота на дикарей» (2016), Расти Коллинза в фильме «Дэдпул 2» (2018) и Белсникеля в фильме «Рождественские хроники 2». Также сыграл Джоша Валентайна в фильме «Годзилла против Конга» в 2021 году и сыграл главную роль в фильме «Шумиха» (2023).

## Биография
Родился и вырос в Лоуэр-Хатт, Веллингтон. Третий из четырёх детей в семье, у него есть брат-близнец по имени Кристиан. Имеет маорийское происхождение и является членом племенной конфедерации Таинуи. Во время учёбы в начальной школе впервые прошел прослушивание, и получил свою первую роль в фильме 2013 года «Шоппинг», затем его утвердили на роль в австралийском фильме «Бумажные самолётики» (2015). Позже учился в Международной школе для мальчиков в Аппер-Хатте.
Продолжил актерскую карьеру, получив роль в социальной рекламе Транспортного агентства Новой Зеландии, где рассказывал о недопустимости вождения автомобиля под воздействием наркотиков. Реклама стала интернет-сенсацией в Новой Зеландии и Австралии, режиссером стал Тайка Вайтити, который позже попросил Деннисона сняться в его фильме «Охота на дикарей» (2016). Фильм стал самым кассовым фильмом Новой Зеландии на сегодняшний день и получил признание критиков.
Сыграл Расти Коллинза в фильме 2018 года «Дэдпул 2». Его взяли на роль, оценив игру в «Охоте на дикарей», а также из-за дружбы Тайка Вайтити с создателями фильма «Дэдпул». В 2020 году снялся в «Рождественских хрониках 2», сыграв Белсникеля, а в 2021 году у него была большая второстепенная роль в сиквеле «Годзилла против Конга». В 2023 году был утверждён на роль в фильме A24 «Миллениум».
Сыграл главную роль в фильме «Шумиха» в 2023 году. Его игра была положительно отмечена газетой The Age. В интервью для The Post сообщил изданию о своём восприятии главной роли в фильме «Шумиха». В январе 2024 года было объявлено, что он сыграет Рыбьенога Ингермана в игровом ремейке «Как приручить дракона».

## Фильмография
| Год  |    | Русское название                   | Оригинальное название      | Роль                               |
| ---- | -- | ---------------------------------- | -------------------------- | ---------------------------------- |
| 2013 | ф  | Шопинг                             | Shopping                   | Соломон                            |
| 2014 | ф  | Бумажные самолётики                | Paper Planes               | Кевин                              |
| 2016 | ф  | Охота на дикарей                   | Hunt for the Wilderpeople  | Рикки Бейкер                       |
| 2016 | ф  | Любовь и путешествия во времени    | Chronesthesia              | Бени                               |
| 2018 | ф  | Дэдпул 2                           | Deadpool 2                 | Рассел «Расти» Коллинз / Файерфист |
| 2019 | мс | Мост Ароха                         | Aroha Bridge               | Тапи                               |
| 2019 | мс | Очень стрёмные дела                | The Strange Chores         | Пирс                               |
| 2020 | ф  | Рождественские хроники 2           | The Christmas Chronicles 2 | Белсникель                         |
| 2021 | ф  | Годзилла против Конга              | Godzilla vs. Kong          | Джош Валентайн                     |
| 2023 | ф  | Шумиха                             | Uproar                     | Джош Ваака                         |
| 2024 | мс | Звёздные войны: Бракованная партия | Star Wars: The Bad Batch   | Деке, Стак                         |
| 2024 | ф  | Миллениум                          | Y2K                        | Дэнни                              |
| 2025 | ф  | Как приручить дракона              | How to Train Your Dragon   | Рыбьеног Джастин Ингерман          |